# Llista de reis de Granada
Aquesta és una llista dels reis de Granada a Andalusia. Granada fou part del Califat omeia i governada per valís dependents dels valís o emirs de l'Àndalus, fins al 755 quan es va establir l'emirat omeia independent de Còrdova que va durar fins al 1013. Entre el 1231 (1237 a Granada) i el 1492, hi va governar la dinastia nassarita.
- Zawi ibn Ziri 1013-1019
- Habús ibn Maksan 1019-1038 (1029-1038 en lluita amb Badis i Bologgin)
- Badis ibn Habús 1029-1073
- Bulugguín ibn Badis 1029-1038
- Abd-Al·lah ibn Badis 1073-1090
- Tamim ibn Buluggin ibn Badis 1090
- Als almoràvits 1090-1145
- A Còrdova 1145
- Ibn Hamdín 1145-1147
- Ibn Ghàniya (de Còrdova) 1147-1149
- Als almohades 1149-1225
- Abd-Al·lah al-Bayyassí 1225-1129
- A Múrcia 1229-1232
- Muhàmmad (I) al-Ghàlib (també a Arjona, Jáen, Baza i Guadix, des de 1237 a Granada) 1232-1273 (primer emir nassarita)
- Muhàmmad (II) al-Faqih 1273-1302
- Muhàmmad (III) al-Makhlú 1302-1309
- Abu-l-Juyuix asr ibn Muhàmmad 1309-1314
- Ismaïl (I) 1314-1325
- Muhàmmad (IV) ibn Ismaïl 1325-1333
- Abu-l-Hajjaj Yússuf (I) 1333-1354
- Muhàmmad (V) al-Ghaní 1354-1359
- Ismaïl (II) 1359-1360
- Muhàmmad (VI) ibn Ismaïl 1360-1362
- Muhàmmad (V) al-Ghaní 1362-1390 (segona vegada)
- Yússuf (II) ibn Muhàmmad 1390-1392
- Muhàmmad (VII) al-Mustaín 1392-1408
- Yússuf (III) ibn Yússuf 1408-1417
- Muhàmmad (VIII) el Petit 1417-1419
- Muhàmmad (IX) l'Esquerrà 1419-1427
- Muhàmmad (VIII) el Petit 1427-1430 (segona vegada)
- Muhàmmad (IX) l'Esquerrà 1429/30-1431/32 (segona vegada)
- Yússuf (IV) ibn al-Mawl 1431-1432
- Muhàmmad (IX) l'Esquerrà 1432-1445 (tercera vegada)
- Yússuf (V) el Coix 1445-1446/47
- Ismaïl 1445 i 1446-1447
- Muhàmmad (IX) l'Esquerrà 1447-1450 (quarta vegada)
- Ismaïl 1450 (tercera vegada)
- Muhàmmad (IX) l'Esquerrà 1450-1453 (cinquena vegada)
- Muhàmmad (X) el Xic 1451-1452 (a Màlaga), 1453.1455/56 (a Granada-Màlaga)
- Sad ibn Alí 1454/55-1462
- Yússuf V el Coix 1462 (setembre-octubre a Màlaga, novembre-desembre també a Granada)
- Sad ibn Alí 1462-1464 (segona vegada)
- Abu-l-Hàssan Alí ibn Sad (Muley Hacen) 1462-1482
- Muhàmmad (XI)  (Boabdil) 1482-1483
- Abu-l-Hàssan Alí ibn Sad (Muley Hacen) 1482-1485 (segona vegada)
- Muhàmmad (XII) el Zagal 1485-1486
- Muhàmmad (XI) (Boabdil) 1486-1492 (segona vegada)